# كوربن واتسون
كوربن واتسون هو لاعب هوكي جليد كندي، ولد في 6 يناير 1987 في كينغسفيل في كندا.

## روابط خارجية
- كوربن واتسون على موقع Paralympic.org (الإنجليزية)
- كوربن واتسون على موقع اللجنة البارالمبية الكندية (الإنجليزية)